# Németh Viktor (hittantanár)
Németh Viktor (Bánmajor, 1827. január 29. – Péliföldszentkereszt, 1896. szeptember 21.) Szent Ferenc-rendi szerzetes, hittantanár és rendi kormánytanácsos.

## Élete
1844. október 8-án a Szent Ferenc rendbe vétetett fel; teológiai tanulmányainak befejeztével 1850. április 3-án fölszenteltetett. Érsekújvári gymnasiumi tanár, majd a nagyszombati zárdában a studium biblicum tanára volt. 1866. augusztusban esztergomi zárdafőnöknek választották; s mint ilyen reáliskolai hittanár is volt. Később rendtanácsos, 1881-ben pedig rendtartományi őr lett. Simor a szentkereszti lelkészi állomásra küldte és pápai jóváhagyással az esztergomi főmegyei papság sorába fölvette. Mint adminisztrátor Szentkereszten működött.
Cikkei a Kath. Néplapban (1853. Thurzó György megtérése, 1854. A Sz. Lélek fölvilágosító ereje áthat a börtönök zárain); a Religióban (1854. A zárdák apostoli látogatása mikor üdvös?); a Napkeletben (1857. Hunyady János diadalmenete); az Esztergom és Vidékében (1886-87. Emlékezzünk régiekről, Esztergom vármegye helységei száz év előtt, Korabinszky és Vályi nyomán, czikksorozat, 1887-88. Magyarországi czéh-szabályok; 1890. Melyik Maróthon történt Dobozy Mihály veszedelme? 1892. Régi Magyarország. Kulturtörténeti adatok Lucas és Linda után). A Sürgöny c. politikai lap levelezője volt 1864-ben.